# Ekpé
Ekpé – miasto w Beninie, w departamencie Ouémé. Położone jest około 10 km na południowy zachód od stolicy kraju, Porto-Novo. W spisie ludności z 11 maja 2013 roku liczyło 75 313 mieszkańców.